# Харченко Роман В'ячеславович
Рома́н В'ячесла́вович Ха́рченко (14.10.1999—14.03.2022) — солдат Збройних сил України, учасник російсько-української війни, що загинув у ході російського вторгнення в Україну у 2022 році.

## Життєпис
Народився 14 жовтня 1999 року у Звенигородському районі Черкаської області.
Під час російсько-української війни — солдат 72-ї окремої механізованої бригади імені Чорних Запорожців Збройних сил України. Загинув у районі с. Мощун на Київщині унаслідок артбстрілу. Поховано у с. Юркове Шевченківської ТГ (Звенигородський район, Черкаська область).

## Нагороди
- орден «За мужність» III ступеня (2022) — за особисту мужність і самовіддані дії, виявлені у захисті державного суверенітету та територіальної цілісності України, вірність військовій присязі.[2]